# Аксен, Герман
Герман А́ксен (нем. Hermann Axen; 6 марта 1916[…], Лейпциг, Королевство Саксония — 15 февраля 1992[…], Берлин) — немецкий политик-коммунист, член политбюро ЦК СЕПГ. Дважды Герой труда ГДР (1965, 1981). В молодости участвовал в антинацистском движении Сопротивления, был заключённым концлагерей. Один из руководителей идеолого-пропагандистского и дипломатического аппарата ГДР. После революции 1989 года привлекался к ответственности за экономические злоупотребления. Освобождён по состоянию здоровья.

## Коммунист, подпольщик, заключённый
Родился в еврейской буржуазной семье галицийских иммигрантов. В 1932 году, по примеру старшего брата Рольфа, вступил в молодёжную организацию КПГ. В 1935 году, при гитлеровском режиме, Герман Аксен был арестован и приговорён к трём годам заключения в исправительном доме замка Остерштайн в Цвиккау. После освобождения в 1938 году эмигрировал во Францию.
В 1940 году, во время нацистской оккупации Франции, Аксен был помещён в концлагерь Верне. В 1942—1945 годах находился в Освенциме и Бухенвальде, участвовал в лагерном сопротивлении.
Освобождён при окончании Второй мировой войны. Быстро выдвинулся среди ведущих коммунистических политиков в Советской зоне оккупации Германии.

## Партийный руководитель

### Функционер пропаганды
С 1946 года Аксен — член СЕПГ. Являлся одним из основателей ССНМ. В 1949 году введён в состав ЦК СЕПГ, курировал пропагандистский аппарат. Руководил установлением партийного контроля над радиовещанием. В 1953—1956 годах занимал пост второго секретаря берлинского окружного комитета СЕПГ. В течение восьми лет, в 1958—1966 годах редактировал центральный печатный орган СЕПГ газету Neues Deutschland.
С 1963 года Герман Аксен — кандидат, с 1970 года — член политбюро ЦК СЕПГ. Входил в ближайшее окружение Эриха Хонеккера. В решении конкретных вопросов взаимодействовал с секретарём ЦК по идеологии Куртом Хагером.

### Куратор дипломатии
Герман Аксен курировал по партийной линии международные связи ГДР. Он организовывал государственные визиты Хонеккера, был видным членом делегации ГДР на совещании в Хельсинки 1975 года. После прихода к власти в ФРГ консервативно-либерального правительства Гельмута Коля Аксен активно воздействовал на социал-демократическую оппозицию, пытаясь усилить в СДПГ просоветские, «разрядочные» тенденции, добивался сохранения прежних германо-германских отношений — политического сближения с ФРГ и финансового кредитования ГДР.
В 1980-х годах Аксен уделял особое внимание политическому проникновению ГДР в арабские и африканские «страны социалистической ориентации» и лево-националистические движения. Дипломатия и разведка ГДР превратились в заметный фактор политического противостояния на Ближнем Востоке и на Юге Африки. Активизировались связи СЕПГ с ООП; делегация АНК во главе с Оливером Тамбо вела в 1978 переговоры в Восточном Берлине; лидер ангольского антикоммунистического повстанческого движения УНИТА Жонас Савимби особо выделял среди противников «восточногерманских колонизаторов».
Внешнеполитические успехи ГДР 1970—1980-х годов в значительной степени связываются с именем Аксена.

### Почётные звания
В 1954—1989 годах Герман Аксен — депутат Народной палаты ГДР. С 1971 года являлся председателем комитета палаты по иностранным делам. Состоял в руководстве Международной федерации борцов сопротивления. Был награждён рядом орденов ГДР и СССР.

## Арест после свержения
Как член высшего руководства СЕПГ, Герман Аксен являлся объектом революционной атаки осенью 1989 года. В разгар мирной революции, 8 ноября 1989 года он вынужден был подать в отставку со всех постов, после чего вылетел в Москву на лечение.
Вернувшись в ГДР в январе 1990 года, Аксен был арестован новыми властями и привлечён к судебной ответственности за коррупционные злоупотребления и подрыв экономики (наряду с Хонеккером, Штофом, Мильке, Кроликовски, Клайбером). Однако вскоре ордер на арест был отменён по состоянию здоровья Аксена. Два года спустя Герман Аксен скончался.